# Strona di Postua
Pour les articles homonymes, voir Strona.
Le Strona di Postua est un torrent du Piémont, affluent du Sessera en rive gauche.
Son cours d'eau se développe dans la partie la plus en amont de la province de Verceil puis effleure en aval la province de Biella.

## Géographie

### Parcours
Le Strona di Postua prend naissance de l'union de deux petites sources situées dans les environs des Alpes Aigres, sur la commune de Postua ayant donné son nom au cours d'eau. La première de ces deux sources est celle du Rio Pennino venant de l'ouest et prenant naissance sur les versants du mont Talamone (1 915 mètres). La seconde est celle du Rio Gesola naissant pour sa part plus au nord dans la zone des Dents de Valmala.

Le Strona descend ensuite en direction du sud-est passant tout d'abord aux abords du centre communal de Postua avant de transiter par la vallée de Guardabosone.

Après avoir marqué par un tronçon la frontière entre les provinces de Biella et de Verceil, il se jette finalement dans le Sessera quelques centaines de mètres seulement à l'est de Crevacuore, à une altitude de 374 mètres.

Plutôt vaste et ramifié dans sa partie plus en amont, sa vallée se restreint cependant vers le sud, se limitant à l'ouest et à l'est par les petits bassins de deux autres affluents du Sessera, le Rio Badro et le Rio Venenza.

La vallée du Strona di Postua en amont de Roncole (hameau de Postua) est presque inhabitée, et on y trouve divers alpages un temps actifs qui ont été abandonnés.

### Affluents

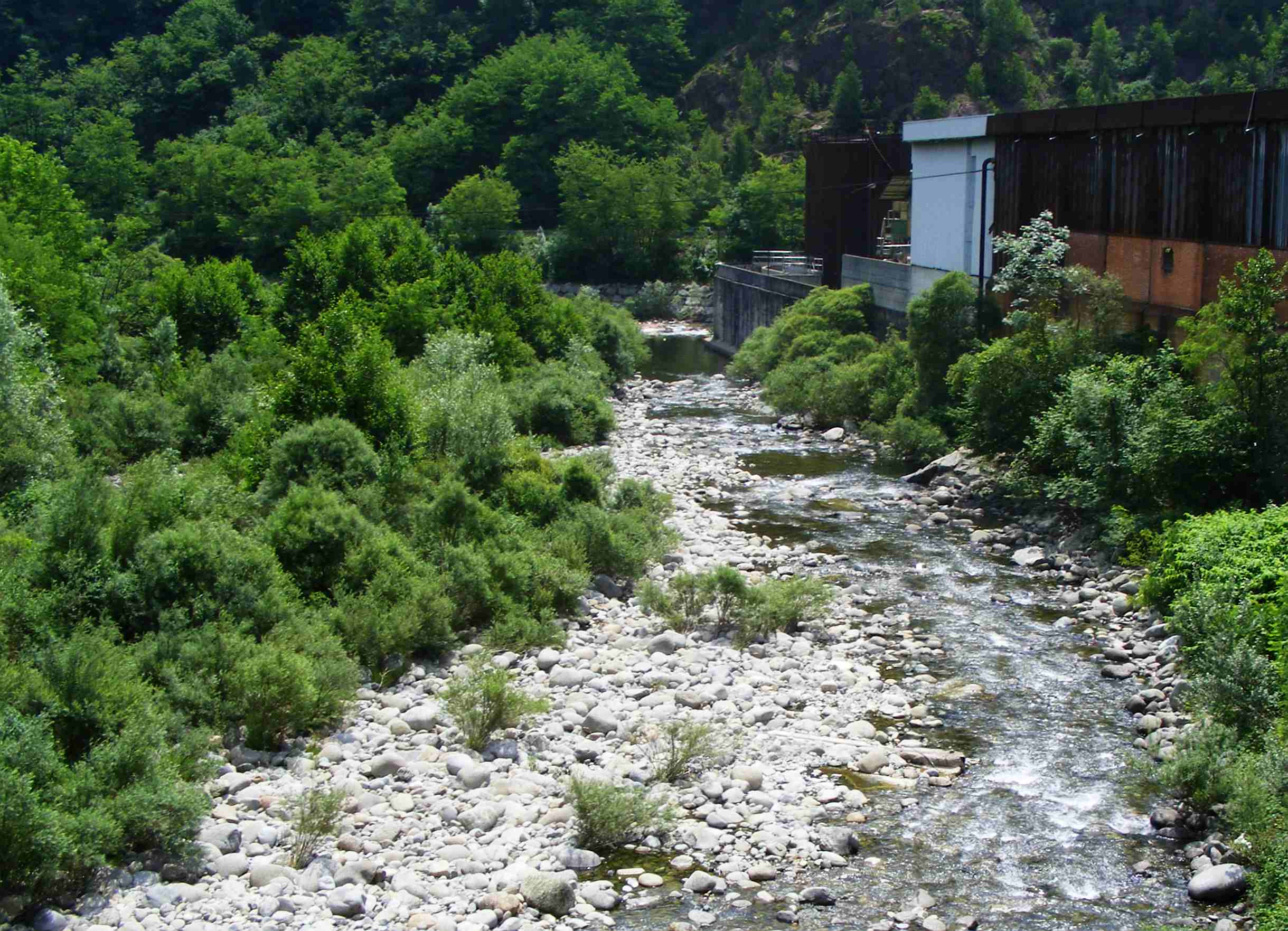
Le Strona di Postua près de la confluence avec le Sessera

Le Strona di Postua possède différents affluents.
- En rive droite :
  - Rio Cicognana : prend sa source au nord du mont Barone et passe un peu au sud de l'alpe homonyme;
  - Rio Canale di Strona : bref cours d'eau passant au sud de l'Alpe Cravoso;
  - Rio Forcioula : dirige les eaux qui descendent de la Ponte des Camosce et du mont Gemevola vers le Strona di Postua avec lequel il conflue en amont de Roncole;
- En rive gauche :
  - Rio Brugarola : descend du Mont Tovo et rejoint le Strona di Postua en amont de Roncole.

## Utilisations
L'eau du Strona est dérivée, pour usage potable, par le Servizio Idrico Integrato S.p.a., la société qui gère les services hydriques de Borgosesia et une bonne partie de ceux du vercellois.
La descente en canoë ou en rafting depuis l'Alpe Cravoso à Roncole présente des difficultés entre le IIe et le Ve degré, de Roncole à la confluence avec le Sessera.

Pour les pêcheurs, le torrent demeure intéressant par sa richesse en truites.